# Ходко Лоєвич
Ходко Лоєвич, чи Ходко Лойович з Вижнян гербу Корчак (пом. перед 1421) — руський боярин. Представник роду Лоєвичів. Один із найбільш впливових шляхтичів-автохтонів після загарбання Галичини поляками.

## Життєпис
Батько — Іван Лой, один з місцевих мешканців, які на окупованій у 1349 році Галичині спершу належали до панівної верхівки.
Опікун малолітнього Станіслава (Осташка) з Давидова — судді земського львівського, самбірського старости після смерти його батька бл. 1381 року. Батько Станіслава — шляхтич Ґжеґож Тимшиць, який отримав за заслуги:
- від короля Казимира ІІІ значні земельні маєтності в Галичині:
  - 1352 (у привілеї помилково 1362) року — села Горпин, Вирів, Нагірці, Монастир в Львівській землі
  - 20 березня 1355 року — Давидів під Львовом.
- від князя Владислава Опольчика — Гвіздець 1373 року.[3][4]

Перед 1386 роком від імені дітей Григорія Тимшиця продав дім у Львові жиду Якубу (власник суідньої оренди). Тоді ж асистував прийняттю в заставу Черепина, ручаючись за Станіслава (Осташка) з Давидова.

### Сім'я
Діти:
- Ганка — перша дружина Станіслава (Осташка) з Давидова, шлюб між 1396—1406, померла перед 1421 роком.
- Марина — дружина Яська Клюса гербу Шренява, її посагом були Вижняни (разом із чоловіком стали тут фундаторами костелу в 1400 році) та Полюхів[5]

Не мав синів, тому його маєтності: Новосільці, Журавники (Львівська земля), Калинова Руда (пізніша Калиновщина коло Чорткова), Куйданці, Чернелів з православним монастирем, Дворисько Карамандиця (тобто Романівка, Теребовельський повіт) — перейшли зятю Осташку. Зять в 1421 році отримав конфірмацію короля на його маєтності через втрату королівською канцелярією оригіналу, виданого Ягайлом, після ревізії документів у Городку в 1417 році.